# بانیولو دل سالنتو
بانیولو دل سالنتو (به ایتالیایی: Bagnolo del Salento) یک کومونه در ایتالیا است که در استان لچه واقع شده‌است.

## خصوصیات
بانیولو دل سالنتو ۶ کیلومترمربع مساحت و ۱٬۸۸۰ نفر جمعیت دارد و ۱۰۰ متر بالاتر از سطح دریا واقع شده‌است.